# Església parroquial de la Mare de Déu de Loreto (Ador)
L'Església parroquial de la Mare de Déu de Loreto és una església situada a la plaça de Sant Francesc de Borja, 1, en el municipi espanyol d'Ador. És Bé de Rellevància Local amb identificador nombre 46.25.002-004.

## Història
La parròquia es va erigir en 1574. L'edifici es va construir al segle xvi, restaurant-se i ampliant-se al Segle XVIII. El seu estil és d'ordre toscà, sòlid i senzill.
El campanar es va edificar entre 1858 i 1861, si bé va ser pràcticament reconstruït en 1958. És una torre prismàtica de planta quadrangular i composta de tres cossos.
L'altar major és obra de Nicolás Estopón. Va ser realitzat en oli sobre fusta, en la segona meitat del segle xvi i en ell es representen la Fugida a Egipte, l'Adoració dels Reis, l'Ascensió i la Presentació de Crist en el Temple. No hi ha certitud respecte de si la destinació inicial d'aquestes imatges era el temple actual o si inicialment es van destinar al Sant Jeroni de Cotalba, on Estopón havia pintat el retaule de la capella major.
L'arxiu parroquial va ser destruït durant la Guerra Civil.